# 고속도로 입양

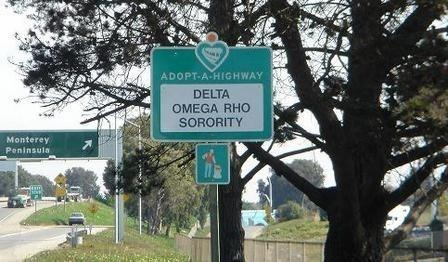
미국 캘리포니아주에 있는 고속도로 입양 표지판

고속도로 입양(영어: Adopt-a-Highway), 그리고 이와 매우 비슷한 고속도로 후원(영어: Sponsor-a-Highway) 사업은 자원봉사자 또는 단체가 고속도로 일부 구간을 맡아서 쓰레기 없이 깨끗한 상태를 유지하도록 장려하는 캠페인이다. 미국의 주 정부, 캐나다의 주 정부, 그밖의 일부 국가의 정부가 운영하고 있다. 예를 들어 컵스카우트나 콜럼버스 기사단 같은 단체가 고속도로의 일부 구간을 맡아서 청결을 유지하고, 길가에 그 단체의 이름을 적은 표지판을 세운다. 고속도로 입양 사업이 성공하면서, 모래사장 입양(Adopt-a-Beach), 협곡 입양(Adopt-a-Canyon) 사업 등이 생겼다.

## 역사
고속도로 입양에 대한 최초의 아이디어는 1980년대 미국 텍사스주 교통국(Texas Department of Transportation, TxDOT)에서 일하던 제임스 에반스(James Evans)라는 엔지니어가 어느 픽업 트럭의 짐칸에서 파편이 도로로 튀는 것을 본 것에서 시작했다. 그런 쓰레기를 청소하는 데 많은 비용이 들기 때문에, 에반스는 고속도로의 일부 구간을 청소하는 것을 그 지역의 여러 단체들이 후원하는 방식으로 돕는 것을 모색했다. 에반스와 같은 기관에서 공보를 담당하던 빌리 블랙(Billy Black)의 노력으로 분기별 청소 주기, 자원봉사자 안전 교육, 안전조끼 등 장비 보급, 고속도로 입양 표지판 설치 등의 체계를 잡았다.
실제로 고속도로를 입양한 최초 사례는 1985년 3월 9일에 텍사스주의 타일러 시비탄 클럽(Tyler Civitan Club)이 미국 국도 제69호선(U.S. Route 69)의 2마일 구간을 입양한 것이다. 이 사업은 매우 성공적이라고 입증되었고, 미국의 49개 주와 푸에르토리코, 캐나다, 뉴질랜드, 호주, 일본 등으로 확산되었다. 버몬트주에는 고속도로 입양 사업 대신 이와 비슷한 "Green Up" 사업이 있다. 최초 사례의 입양일인 3월 9일을 국제 고속도로 입양의 날(International Adopt-a-Highway Day)로 부르기도 한다.
1980년대에 마케팅 회사를 운영하던 테릴 마샤(Teryl Macia)는 광고 효과를 목적으로 캘리포니아 주도 제1호선의 태평양 해안 고속도로(Pacific Coast Highway) 일부를 입양했다. 하지만 그 구간을 청소할 여력이 없었기에 청소 대행 업자를 구해야 했다. 그러다가 다른 고속도로 입양 단체를 위해 쓰레기를 치워주는 사업을 시작했는데, 이것이 지금도 계속되는 "미국 고속도로 입양 청소 대행 서비스"(Adopt-A-Highway Litter Removal Service of America, AAHLRSA)이다. 이 서비스는 1989년 12월에 시작했고, 캘리포니아주를 넘어 미국 전역으로 서비스를 전개하고 있다.

## 미국의 경우

### 현황
고속도로 입양과 고속도로 후원을 지원하는 법인인 Adopt A Highway Maintenance Corporation® (AHMC)가 밝인 바에 따르면, 1990년부터 2018년 사이에 22개 주에서 1만 5천여 기업이 이 법인과 함께 2천톤 이상의 쓰레기를 고속도로에서 제거하는 것을 지원했다.
네바다 같은 일부 주는 고속도로 입양 사업과 고속도로 후원 사업을 모두 허용하고 있다. 이 두 사업의 공통점은 청소에 기여하는 단체가 자신의 이름을 표지판에 내걸 수 있다는 점이다. 차이점을 보면, 고속도로 입양 단체는 직접 청소해야 하고, 고속도로 후원 단체는 전문 업체에 청소를 맡기고 그 비용만 대는 점이다. 안전을 고려하여, 통행량이 많은 고속도로에서는 후원 방식이 더 일반적이다.
캘리포니아주는 1989년에 고속도로 입양 사업을 시작했고, 주민이 12만명 넘게 참여하여 갓길 같은 도로변을 15만 마일 넘게 청소하는 등 민관 협업의 대표적인 사례가 되었다. 고속도로 외에 모래사장이나 협곡에 대한 입양 사업도 하고 있다. 예를 들어 바다나 강, 호수의 모래사장 일부를 입양한 단체는 한 해에 세 번 이상 청소해야 하는 의무를 지는데, 만약 학교 단체라면 한 해에 한 번만 청소해도 되며, 매년 말에 입양 기간 연장 여부를 결정한다.

### 캘리포니아 주의 고속도로 입양 사업 운영 예시
- 고속도로 입양 사업은 주 정부 교통국(Californial Department of Transportation, Caltrans)이 담당한다.[9]
- 캘리포니아 주를 12개 구역(district)으로 나누어 구역별로 사무소를 두고 있는데,[10] 12개 구역별로 각각 고속도로 입양 조정자(coordinator)가 있다.[11]
- 일반적으로 2마일 단위로 구간을 나누어서 입양자를 정하고, 5년 단위로 입양 허가를 발급한다.[12]
- 입양하려면 신청서를 작성한다.[13]
- 입양 유형은 두 가지이다. 입양자 즉 입양하는 단체나 개인이 직접 청소하는 자원 입양(volunteering adoption) 유형과 청소 대행 업체와 계약하여 청소하게 하고 그 비용을 대는 후원 입양(sponsored adoption) 유형이 있다. 입양 후 30일 이내에 첫번째 청소를 해야 한다.[9]
- 교통국은 입양자의 이름이 적힌 고속도로 입양 표지판(recognition panal)과 푯말을 제작하여 해당 구간에 설치하는데, 입양자는 비용을 내지 않아도 된다. 다만 입양자가 검은색 글자인 표준형태가 아닌 여러 색깔로 된 이름을 원한다면, 그 글자에 따른 비용을 부담하고 표지판에 붙일 수 있다.[9]
- 입양에 수수료(fee)가 없고, 자원 입양자는 쓰레기 봉투와 안전 장비를 제공받으며, 청소 후에 나온 쓰레기는 교통국이 무료로 수거한다.[12]
- 청소에는 21세 이상인 사람이 지도하는 것을 조건으로 하여, 16세 이상인 사람이 참여할 수 있다.[12]
- 한 예로 샌디에고 군과 그 동쪽의 임페리얼 군을 합쳐서 11번 구역인데, 이 구역의 고속도로 입양 현황을 온라인으로 볼 수 있고, 당장 입양 가능한 구간도 볼 수 있으며, 신청서를 파일로 작성한 후 조정자에게 메일을 보낼 수 있도록 안내하고 있다.[14] 이 11번 구역에서 2016년 기준으로 한 해에 22,000 입방 야드가 넘는 쓰레기가 나오고, 교통국(Caltrans)은 그것을 처리하는 데 5백 30만 달러를 넘게 쓴다. 2016년에 고속도로(freeway)에서 나온 쓰레기를 치운 양이 덤프트럭 5,400대 분량이었다. 이렇게 쓰레기를 버리는 게 적발되면, 최고 1,000 달러의 벌금과 24시간 사회봉사(community service) 명령을 받는다.[15]

### 효과
2018년 기준으로 텍사스주에서 약 3천 8백개 단체가 약 8천 마일을 입양했다. 이는 텍사스주가 관리하는 도로의 10% 정도이다. 이를 통해 텍사스주 정부는 한해에 청소비 3백만 달러를 절감하고 있다.

한편 이 사업은 고속도로 옆에 광고판을 금지하는 규제를 피해가는 수단으로 볼 수 있다. 고속도로 옆에 광고판을 내걸고 싶은 회사는 많고, 그 광고비를 받고 싶어하는 주 정부도 많으나, 미국 연방 정부는 운전자의 주의를 분산시키는 광고를 금지하고 있다. 1965년의 고속도로 미화법(Highway Beautification Act)이 대표적인데, 고속도로 길가의 광고판을 통제하기 위해 린든 존슨 대통령이 주도하여 제정된 법이다.
고속도로 입양 방식은 고속도로의 일부 구간을 청소하거나 청소하는 걸 지원하는 회사의 이름을 내걸 수 있게 하고, 이를 통해 주 정부가 지출하는 비용을 절감하게 하는 차선책이다. 비록 회사 이름만 표시할 수 있고 전화번호나 안내문구는 표시할 수 없는 제약이 있지만, 이를 통해 많은 회사들이 비교적 적은 비용으로 광고를 할 수 있게 되었다.

### 대중 문화에 등장한 사례
- 미국의 시트콤 "사인필드"의 1997년 2월 20일 "The Pothole"이란 에피소드에 고속도로를 입양하는 내용이 나왔다.
- 미국의 풍자 애니메이션 "아메리칸 대드!"의 "It's Good to Be Queen"이란 에피소드에서 쿠 클럭스 클랜이 고속도로를 청소한 것에 대해 감사를 표시하는 내용이 나왔다.
- 미국의 밴드 "MU330"의 노래 "KKK Hiway"는 쿠 클럭스 클랜이 주간고속도로 제55호선을 후원하려는 내용에 대한 것이다.
- 미국의 시트콤 애니메이션 "심슨 가족"의 "Krusty Gets Kancelled" 에피소드에서 벳 미들러가 자신이 입양한 고속도로에서 쓰레기를 줍는 장면이 나왔다.
- 릭 라이어던의 책 "The Trials of Apollo, Book 2: The Dark Prophecy"에서 등장인물인 아폴로는 악역에 해당하는 트라이엄버릿 홀딩스(Triumvirate Holdings)가 후원하는 고속도로 입양 표지판을 따라서 목적지를 찾아간다.

### 논란
이 사업은 어떤 단체든 참여할 수 있게 허용하고 있기 때문에, 쿠 클럭스 클랜(KKK)이 미주리주의 세인트루이스 남쪽에 있는 주간고속도로 제55호선의 일부를 맡았을 때 논란이 되었다. 법적으로 그 단체가 참여할 권리는 있지만, 사람들이 격렬하게 항의하고 그 표지판을 파괴하는 일이 반복되면서 관심을 모았다. 2000년 11월에 그 구간은 시민권 운동의 유명한 인물인 로자 파크스 프리웨이로 지정되었다.
나중에 KKK 단체는 자신의 의무를 충실히 이행하지 않아서 이 사업에서 후원권을 잃게 되었고, 미주리주 교통국은 향후 증오 단체가 참여하는 것을 방지하기 위해 세부적인 기준을 세웠다. 하지만 제8 항소법원은 KKK 단체의 목적을 이유로 그 단체가 고속도로 입양 사업에 참여하는 것을 금지하려는 시도는 미국 수정 헌법 제1조를 위반한 것이라고 결정했다. 대법원이 그 사건에 대한 재심 청구를 기각했기 때문에, 항소법원의 판결이 유지되었다.
2005년 1월에 미국 나치당(ANP)이 오리곤 주의 도로 일부를 입양했다. 그 도로를 따라서 미국 나치당과 신나치주의(NSM) 이름이 들어간 표지판 두 개가 세워졌다. 500 달러가 든 그 표지판은 즉시 파괴되었고 그리고 나서 제거되었다. 미국 나치당은 자신들과 관련이 없다고 주장했다.
2009년에 미주리 주는 고속도로 일부 구간의 이름을 아브라함 J. 헤셸이라는 랍비의 이름을 부여했는데, 그 이유는 그 전에 신나치주의 단체가 입양했기 때문이다. 헤셸 랍비는 유럽에서 나치의 진격을 피해 미국으로 와서 뛰어난 신학자이자 시민권 옹호자로 활동하다가 1972에 사망했다. 헤셸 랍비의 딸들은 이 결정에 반대했다.
2012년에 KKK 국제 키스톤 기사단은 조지아주 국도 515호선의 연장 노선을 입양하겠다고 신청서를 제출했다. 하지만 조지아주 교통국은 안전 고려와 그 증오 단체가 했던 일들을 이유로 이 신청을 거부했다.
2012년에 펜실베이니아주 교통국은 피츠버그에 있는 어느 스트립 클럽이 주간고속도로 제376호선의 일부를 후원하겠다는 신청을 받아들였다. 그 스트립 클럽이 도로를 깨끗하게 유지하기만 한다면 납세자가 낸 돈을 절약할 수 있기 때문에 허용한 것이라고 밝혔다. 후원은 하지만 스트리퍼들을 보내서 도로를 청소하는 것은 아니고, 다른 일꾼들이 도로를 청소하게 하고 그 비용을 대는 방식이다.

## 대한민국의 경우
2010년 9월 14일 경기도 평택시는 관내 10개 단체와 도로입양사업 공동협약식을 체결했다. 협약에 참여한 단체는 고속도로 2~3㎞ 정도의 구간을 맡아서 도로변의 쓰레기 수거, 제초, 화단 조성, 불법 광고물 제거 등의 활동을 한 해에 4회 이상 실시하고, 평택시는 사업의 장갑, 집게, 봉투 등의 청소용품과 재해보장보험을 지원하는 내용이었다. 2017년 기준으로 평택시에서는 77개 단체, 2,660명이 참여하여, 22개 읍면동에서 85개 구간, 108 킬로미터를 입양한 상태이다. 평택시 외에도 경기도의 고양시, 성남시 등이 입양 사업을 추진하였다.
2015년 행정자치부(현 행정안전부)는 공원, 지역명소 등의 일정 구역 또는 구간을 주민이나 단체가 입양하여 자율적으로 쓰레기를 청소하거나 꽃밭을 조성하는 등의 활동을 하도록 장려하기 위해 "행복홀씨 입양사업"이란 이름으로 캠페인을 전개했다.